# Список кардиналов, возведённых папой римским Бонифацием IX
Кардиналы, возведённые Папой римским Бонифацием IX — 8 прелатов, клириков и мирян были возведены в сан кардинала на двух Консисториях за почти пятнадцатилетний понтификат Бонифация IX.
На обеих консисториях было назначено по четыре кардинала.

## Консистория от 18 декабря 1389 года
- Энрико Минутоли, архиепископ Неаполя (Неаполитанское королевство);
- Бартоломео Улиари, O.F.M., епископ Флоренции (Флорентийская республика);
- Козимо Джентиле Мильорати, епископ Болоньи, вице-камерленго Святой Римской Церкви (Папская область);
- Кристофоро Марони, епископ Изернии (Папская область).

## Консистория от 27 февраля 1402 года
- Антонио Каэтани, патриарх Аквилеи (Венецианская республика);
- Бальтазар Косса, апостольский протонотарий, аудитор Трибунала Священной Римской Роты (Папская область);
- Леонардо Сайбо, генуэзский юрист (Генуэзская республика);
- Анджело Сайбо, (Генуэзская республика).